# Christine Schneider
Pour les articles homonymes, voir Schneider.
Christine Schneider, née le 5 juin 1972 à Landau in der Pfalz, est une femme politique allemande.
Membre de l'Union chrétienne-démocrate d'Allemagne, elle siège au Landtag de Rhénanie-Palatinat de 1996 à 2019. Elle est élue au Parlement européen en 2019 et réélue en 2024. 